# أنيتا دبليو. أديسون
أنيتا دبليو. أديسون (بالإنجليزية: Anita W. Addison)‏ هي مخرجة أمريكية، ولدت في 6 سبتمبر 1952 في غرينزبورو في الولايات المتحدة، وتوفيت في 24 يناير 2004 في نيويورك في الولايات المتحدة.

## وصلات خارجية
- أنيتا دبليو. أديسون على موقع IMDb (الإنجليزية)
- أنيتا دبليو. أديسون على موقع ألو سيني (الفرنسية)
- أنيتا دبليو. أديسون على موقع أول موفي (الإنجليزية)
- أنيتا دبليو. أديسون على موقع قاعدة بيانات الأفلام السويدية (السويدية)
- أنيتا دبليو. أديسون على موقع قاعدة بيانات الفيلم (الإنجليزية)
- أنيتا دبليو. أديسون على موقع كينوبويسك (الروسية)